# Mònica Sabata i Fernandez
Mònica Sabata i Fernandez (la Garriga, 1970) és una psicòloga que ha treballat durant més de deu anys al Centre Internacional Escarré per a les Minories Ètniques i Nacionals (CIEMEN) i també com a directora de Linguapax, una ONG que treballa per la preservació i promoció de la diversitat lingüística al món. També ha col·laborat amb el Matí de Catalunya Ràdio de Manel Fuentes i la Universitat Oberta de Catalunya a l'Institut de Postgrau on organitza un seminari "sobre com les petites nacions surten de la crisi".
És presidenta de la FOCIR (Federació d'Organitzacions Catalanes Internacionalment Reconegudes), i actualment és directora executiva de la Càtedra Josep Termes de Lideratge, Ciutadania i Identitats (UB). Alhora que participa també com a tertuliana a La Xarxa en el programa L'Observatori de Joan Catà, i ha escrit al Diari Ara o a El Singular, a més d'haver sigut portaveu de la Plataforma pel Dret de Decidir.
El 2011 es va posicionar a favor d'acabar amb la dispersió i de la repatriació dels presos bascos i el 2015 a favor de la unitat política dels partits independentistes amb el col·lectiu Volem, sobiranistes d'esquerres. El 2019 es va presentar a les eleccions municipals amb la llista de Junts per La Garriga com a independent.